# Faszikulation
Faszikulationen sind unwillkürliche feine Zuckungen kleiner Muskelfaserbündel, die ohne wesentlichen Effekt als Bewegungen unter der Haut sichtbar werden. Sie sind nicht schmerzhaft, treten intermittierend spontan auf und können gelegentlich durch Druck auf den Muskel provoziert werden.

## Diagnose
Faszikulationen sind generell kein spezifisches Zeichen für das Vorhandensein einer grundlegenden Erkrankung und werden daher a priori als benigne (gutartig) respektiv als Benignes Faszikulationssyndrom klassifiziert. Erst bei Vorhandensein anderer Symptome, die für die jeweiligen Krankheiten spezifisch sind und somit auf eine Erkrankung hindeuten (bspw. in Kombination mit Muskelatrophie oder Muskelschwäche), oder in Verbindung mit spezifischen Auslösern (bspw. bestimmte Medikamente) werden die Faszikulationen näher untersucht. Pathologische Faszikulationen sind sehr viel seltener als benigne Faszikulationen und kommen als Symptom vor allem bei Erkrankungen mit einem Untergang von α-Motoneuronen vor (z. B. Amyotrophe Lateralsklerose). Bei Schädigung von peripheren Nerven können Faszikulationen im gelähmten Muskel auftreten.
Der diagnostische Nachweis der Faszikulation erfolgt durch die Elektromyographie in Form von Faszikulationspotentialen. Diese werden als typische Potentiale in Ruhe abgeleitet („pathologische Spontanaktivität“). Im Elektromyogramm äußern sich Faszikulationen typischerweise als biphasische Potentiale mit hoher Amplitude. Nicht-pathologische Faszikulationspotentiale treten typischerweise in geringerer Frequenz auf (weniger als 3 in 10 Sekunden) als pathologische. Zudem werden beim EMG Potentiale sichtbar, die für bestimmte Krankheiten/Symptome typisch sind (wie etwa Fibrillationspotentiale), die einen Hinweis zur genaueren Krankheitsursache geben können.

## Benigne Faszikulation
Diese gutartigen (benignen) Faszikulationen treten häufig im Gesicht oder an den Extremitäten auf. Dabei kommt es z. B. zu einem kurzen Zucken des Augenlids oder der Hand, welches sich aber mehrfach wiederholen kann. Das Gefühl dabei kann von Vibrationen in Muskelfasern bis motorisch wirksamen Muskelzuckungen (wie etwa auch beim Einschlafen) reichen. Dies hat keinerlei Krankheitswert, auch wenn es im Einzelfall lästig sein kann. Seelisches Ungleichgewicht, Stress und die Einnahme von Stimulantien können Faszikulationen auslösen oder verstärken.

## Pathologische Faszikulationen
Es gibt eine Vielzahl von Erkrankungen und Ursachen, die Faszikulationen auslösen können. Hier folgt eine Liste der häufigsten Ursachen:
Neuromuskuläre Erkrankungen
- Amyotrophe Lateralsklerose
- Poliomyelitis
- Polyneuropathie (z. B. als Folge eines Diabetes mellitus)
- Myopathie
- Spinale Muskelatrophie

Medikamentöse Ursachen
- Acetylcholinesterase (Cholinesteraseinhibitoren)
- Lithium
- Benzodiazepin-Entzug
- Myasthenia-gravis-Medikation
- Pseudoephedrin
- Salbutamol
- Methylphenidat

Elektrolytstörungen
- Hyponatriämie
- Hypomagnesiämie
- Hypokalzämie oder Hypokaliämie (können Krämpfe und Tetanie auslösen)

Krankheitserreger
- Tollwut

Andere
- Halswirbelsäulendegeneration
- Toxische Ursachen wie z. B. organophosphatische Vergiftung
- Coffein
- Krampf-Faszikulations-Syndrom
- Cholinerge Krise (z. B. Überdosierung von Cholinesteraseinhibitoren)[6]

## Abgrenzung
Gegenüber einer Faszikulation als den sichtbaren feinen Kontraktionen von Muskelfaserbündeln (Faszikel) abzugrenzen sind:
- Fibrillation – Zuckungen einzelner Muskelfasern, die zumeist – mit Ausnahme der Zunge – nicht sichtbar werden[7]
- Myoklonie – Muskelzuckung mit oder ohne Bewegungseffekt
- Tremor – regelmäßige hin- und hergehende Bewegung (Zittern)
- Dystonie – längerdauernde Muskelverkrampfung
- Myokymie – oberflächliche, örtlich begrenzte wellenartige Muskelkontraktion
- Spasmen – ungewollte und schmerzhafte Muskelanspannung